# Trip (okręg Satu Mare)
Trip – wieś w Rumunii, w okręgu Satu Mare, w gminie Bixad. W 2011 roku liczyła 2348 mieszkańców. 